# Wilbur (Oregon)
Wilbur (korábban Bunton’s Gap) az Amerikai Egyesült Államok északnyugati részén, Oregon állam Douglas megyéjében elhelyezkedő önkormányzat nélküli település.
Névadója az 1854-ben iskolát alapító James H. Wilbur. Az intézmény később a metodisták fennhatósága alá került.

## Fordítás
- Ez a szócikk részben vagy egészben  a   Wilbur, Oregon című angol Wikipédia-szócikk ezen változatának fordításán alapul.  Az eredeti cikk szerkesztőit annak laptörténete sorolja fel. Ez a jelzés csupán a megfogalmazás eredetét és a szerzői jogokat jelzi, nem szolgál a cikkben szereplő információk forrásmegjelöléseként.